# Shufeng
Shufeng (kinesiska: 书峰) är en socken i sydöstra Kina. Den ligger i Xianyou härad i staden Putian i provinsen Fujian, omkring 97 kilometer sydväst om provinshuvudstaden Fuzhou. Antalet invånare är 8 350. Befolkningen består av 4 118 kvinnor och 4 232 män. Barn under 15 år utgör 18,0 %, vuxna 15-64 år 69 %, och äldre över 65 år 12,0 %.